# Bénédicte Dorfman-Luzuy
Bénédicte Dorfman-Luzuy, vor Heirat im Jahr 2000 Bénédicte Luzuy, (* 2. Dezember 1970 in Bordeaux) ist eine ehemalige französische Leichtgewichts-Ruderin, die viermal Weltmeisterschaftszweite war. 

## Sportliche Karriere
Die 1,72 m große Ruderin trat bis 1993 als Ruderin bei den Schwergewichten an. 1990 belegte sie mit dem französischen Doppelvierer den fünften Platz bei den Weltmeisterschaften in Tasmanien. 1991 gewann sie im Einer die Bronzemedaille beim Nations Cup, einem Vorläuferwettbewerb der U23-Weltmeisterschaften. Bei den Weltmeisterschaften 1993 war sie Achte im Einer. Bei der Universiade 1993 in Buffalo gewann sie Bronze mit dem Doppelvierer.
1994 nahm sie zusammen mit Christelle Fernandez im Leichtgewichts-Doppelzweier an den Weltmeisterschaften in Indianapolis teil und erreichte den vierten Platz, 1995 in Tampere waren die beiden Elfte. Bei der olympischen Premiere des Leichtgewichts-Ruderns 1996 in Atlanta trat für Frankreich ein Leichtgewichts-Doppelzweier mit Myriam Lamolle und Catherine Muller an. Bénédicte Luzuy startete bei den Weltmeisterschaften 1996 in Glasgow im Leichtgewichts-Einer und gewann mit 0,76 Sekunden Rückstand auf die Rumänin Constanța Burcică die Silbermedaille, Dritte wurde Sarah Garner aus den Vereinigten Staaten.
Im Jahr darauf siegte Sarah Garner bei den Weltmeisterschaften auf dem Lac d’Aiguebelette mit über vier Sekunden Vorsprung auf die Französin. Bei den Weltmeisterschaften 1998 in Köln hatte die Schweizerin Pia Vogel genau eine Sekunde Vorsprung auf Bénédicte Luzuy, die ihre dritte Silbermedaille in Folge gewann. 1999 kehrte sie zurück in den Leichtgewichts-Doppelzweier  und belegte zusammen mit Christelle Fernandez-Schulte den vierten Platz bei den Weltmeisterschaften in St. Catharines. Bei den Olympischen Spielen 2000 in Sydney verpassten die beiden den Einzug ins A-Finale und belegten als Siegerinnen des B-Finales den siebten Platz in der Gesamtwertung. Nach den Olympischen Spielen heiratete sie den Ruderer Xavier Dorfman.
2005 kehrte Bénédicte Dorfman-Luzuy noch einmal auf die Regattastrecken zurück. Bei den Weltmeisterschaften in Gifu siegte im Leichtgewichts-Einer die Niederländerin Marit van Eupen, mit drei Sekunden Rückstand gewann Dorfman-Luzuy nach sieben Jahren wieder eine Silbermedaille. Nach einem 14. Platz im Leichtgewichts-Doppelzweier bei den Weltmeisterschaften 2006 belegte sie bei den Weltmeisterschaften 2007 den siebten Platz im Leichtgewichts-Einer.